# Manco Cápac
Manco Cápac (Tiếng Quechua: Manqu Qhapaq) là vị Sapa Inca huyền thoại đầu tiên của Vương quốc Cusco. Mặc dù ông được đề cập trong biên niên sử và được làm cơ sở để giải thích về nguồn gốc lịch sử của người Inca nhưng sự tồn tại của ông vẫn còn là một ẩn số. Đại tá A. Braghine trong cuốn sách The Shadow of Atlantis của ông vào năm 1940 đã tuyên bố rằng Manco Cápac là một người đàn ông da trắng.